# Diözese Worcester

Wappen der Diözese

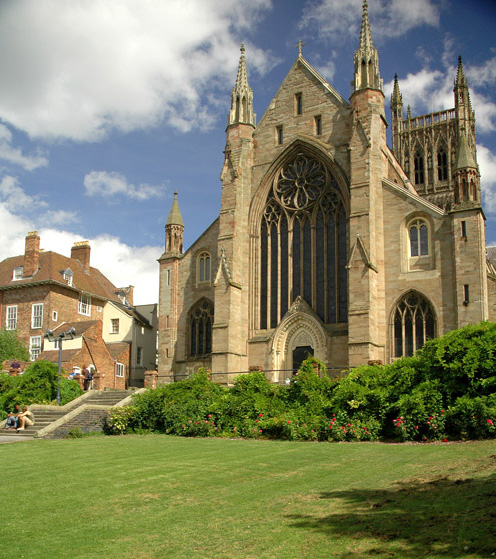
Kathedrale von Worcester, 2005

Die Diözese Worcester (lat.: Dioecesis Roffensis) ist eine anglikanische Diözese in der Kirchenprovinz Canterbury der Church of England mit Sitz in Worcester. Bis zur englischen Reformation war es eine römisch-katholische Diözese. Bischof war von 2007 bis 2024 John Inge; seit seiner Pensionierung ist der Sitz vakant. Bischofssitz ist die Kathedrale von Worcester.

## Diözesangebiet
Die Diözese umfasst Worcestershire, den Metropolitan Borough of Dudley, den Metropolitan Borough of Sandwell, das nördliche Gloucestershire und Teile des Metropolitan Borough of Wolverhampton. Bis 1542 gehörten auch die heutigen Diözesen Gloucester und Bristol zur Diözese. Sie ist in zwei Archidiakonate unterteilt, Worcester und Dudley. Der Bischof von Dudley unterstützt als Suffraganbischof den Diözesanbischof in der ganzen Diözese.

## Geschichte
Das Bistum wurde 680 durch einen Beschluss auf der Synode von Hatfield gegründet. Es entstand aus der großen Diözese von Mercia, die in fünf Teile aufgeteilt wurde. Giulio de Medici war von 1521 bis 1522 Administrator des Bistums, er wurde 1523 zum Papst gewählt. Die Bischöfe von Worcester gehörten bis 1535 der Römisch-katholischen Kirche an, danach der Church of England. Der katholische Bischof Girolamo Ghinucci verlor sein Amt im Jahr 1535, als Heinrich VIII. mit Rom brach. 1650 bis 1660 während der Zeit des Commonwealth of England wurde das Amt nicht besetzt.